# Leuconiquia
Leuconiquia es un término médico que designa la existencia de manchas blancas en las uñas. Del griego Leuko blanco y ''Onyx'' uña. 
Existen distintos tipos de leuconiquia y las causas pueden ser muy variadas: la más típica es por un proceso inflamatorio o traumatismos repetidos en el momento del nacimiento de la uña en la matriz, así como manicuras demasiado agresivas. Otros factores que pueden influir son uñas debilitadas por el uso de detergentes u otras sustancias agresivas. Tradicionalmente ha existido la leyenda urbana que las atribuye a deficiencias de calcio y zinc en la dieta, pero recientes estudios no han confirmado esta hipótesis y no existe ningún dato objetivo en la literatura científica que apoye esta creencia.
Debe diferenciarse la verdadera leuconiquia de la leuconiquia aparente, en la cual las manchas blancas no están realmente en la uña, sino en el lecho ungueal, y son visibles por transparencia. En este caso la mancha está en una situación fija y no progresa hacia el borde ungueal a medida que se produce el crecimiento de la uña. La leuconiquia aparente puede indicar la existencia de otras enfermedades que producen este fenómeno como manifestación secundaria.

## Tipos de Leuconiquia

### Leuconiquia punteada
Se caracteriza por pequeñas manchas que se distribuyen por toda la uña. Se produce sobre todo en la infancia como consecuencia de pequeños traumas repetidos.

### Leuconiquia estriada
Se caracteriza por bandas transversales paralelas de color blanquecino. Es más frecuente en las mujeres y la causa más usual es traumatismos repetidos por manicuras excesivamente agresivas. En ocasiones está originada por tratamientos con agentes quimioterápicos.

### Leuconiquia parcial
Afecta únicamente a un sector de la uña, generalmente el más distal del dedo.

### Leuconiquia total
Se caracteriza porque toda la uña toma un aspecto blanquecino más o menos homogéneo. Es poco frecuente, puede ser hereditaria y estar presente desde el momento del nacimiento o comenzar a edades tempranas.

## Leuconiquia aparente
En la leuconiquia aparente las manchas blancas no están realmente en la uña, sino en el lecho ungueal a diferencia de lo que ocurre en la leuconiquia verdadera. Puede estar originada por diferentes enfermedades, como la cirrosis hepática, insuficiencia cardiaca, diabetes e insuficiencia renal.

## Diagnóstico y tratamiento
El diagnóstico se realiza por observación de las manchas blancas. No hay un tratamiento en específico para todas estas clasificaciones de leuconiquia, ya que cada una de estas patologías tiene diferentes tratamientos, pero lo más recomendable en casos como estos es realizar exámenes complementarios para saber la causa de la enfermedad que generalmente es originada por alguna alteración sistémica, si bien es recomendable también como medida preventiva evitar los traumatismos repetitivos sobre las uñas.